# Lilly Hellström
 Lilly  Elin Sofia Elisabet Hellström, född Kullberg den 21 augusti 1866 i Nyköpings västra församling, Nyköping, död 2 mars 1930 i Hedvig Eleonora församling, Stockholm, var en svensk lärare, redaktör, politiskt aktiv och feminist.
Hellström var lärare vid Nyköpings elementarläroverk för flickor 1885–1888 och redaktör för Folkskolans Barntidning från 1892 (senare namnändrad till Kamratposten, först tillsammans med Stina Quint och de sista åren som huvudredaktör). 
Hon blev styrelseledamot i Östermalms lokalavdelning av Sällskapet för förädlande ungdomsnöjen 1903, i Stockholms folkskollärarinnors husmodersskola på Färsna gård 1910 och i Föreningen för kvinnans politiska rösträtt 1911–1913. 
Hon var revisor i Föreningen Hemmet för arbeterskor 1902–1911 och kassaförvaltare i Årstautställningens (på Baltiska utställningen i Malmö) centralkommitté 1913–1914. Hon var styrelseledamot i Fredrika-Bremer-förbundet från 1915. Hon ingick 31 oktober 1889 äktenskap med köpmannen John Hellström, som avled samma år.
Hon är begravd på Västra kyrkogården i Nyköping i familjen Kullbergs familjegrav.